# Balkangems
De balkangems (Rupicapra rupicapra balcanica) is een ondersoort van de gems (Rupicapra rupicapra). De wetenschappelijke naam van deze ondersoort werd voor het eerst geldig gepubliceerd door István József Bolkay in 1925.

## Taxonomie
In de recent uitgebrachte publicaties van Wilson & Mittermeier (2011) en Groves & Grubb (2011) wordt de balkangems beschouwd als een van de vier ondersoorten van de gems, samen met de alpengems (R. r. rupicapra), chartreusegems (R. r. cartusiana) en tatragems (R. r. tatrica). In het iets oudere Mammal Species of the World van Wilson & Reeder (2005) geldt de balkangems eveneens als ondersoort van Rupicapra rupicapra, maar is het een van de zes erkende ondersoorten.

## Verspreiding en aantallen
De balkangems komt voor in het Balkangebergte, Dinarische Alpen, Pindosgebergte, Piringebergte, Rilagebergte en het westelijke Rodopegebergte. In 1997 werden de aantallen geschat op iets meer dan 17.000 exemplaren. In de voormalige Joegoslavische republieken lag dat aantal vlak boven de 11.000, in Bulgarije op circa 1.600, in Albanië op circa 1.050 en in Griekenland op 400 à 500 exemplaren. In Griekenland is zijn verspreidingsgebied verbrokkeld en gelden ze als zeldzaam.